# Plavání na mistrovství Evropy v plaveckých sportech 1931
Závody v plavání na mistrovství Evropy v plaveckých sportech za rok 1931 proběhly v Paříži, Francie ve dnech 23. až 30. srpna 1931.

## Výsledky
| Muži                | Zlato                         | Zlato   | Stříbro                   | Stříbro | Bronz                    | Bronz   |
| ------------------- | ----------------------------- | ------- | ------------------------- | ------- | ------------------------ | ------- |
| 100 m volný způsob  | István Bárány (HUN)           | 59,8    | András Székely (HUN)      | 1:00,8  | Pavol Steiner (TCH)      | 1:03,0  |
| 400 m volný způsob  | István Bárány (HUN)           | 5:04,0  | Jean Taris (FRA)          | 5:04,2  | Paolo Costoli (ITA)      | 5:16,8  |
| 1500 m volný způsob | Olivér Halassy (HUN)          | 20:49,0 | Giuseppe Perentin (ITA)   | 20:50,6 | Paolo Costoli (ITA)      | 21:09,4 |
| 100 m znak          | Gerhard Deutsch (GER)         | 1:14,8  | Aladár Bitskey (HUN)      | 1:15,8  | Károly Nagy (HUN)        | 1:16,2  |
| 200 m prsa          | Toivo Reingoldt (FIN)         | 2:52,2  | Ralf Wittenberg (GER)     | 2:52,4  | Erwin Sietas (GER)       | 2:55,0  |
| Ženy                | Zlato                         | Zlato   | Stříbro                   | Stříbro | Bronz                    | Bronz   |
| 100 m volný způsob  | Yvonne Godardová (FRA)        | 1:10,0  | Willy den Oudenová (NED)  | 1:11,8  | Joyce Cooperová (GBR)    | 1:12,0  |
| 400 m volný způsob  | Maria Braunová (NED)          | 5:42,0  | Joyce Cooperová (GBR)     | 5:54,0  | Yvonne Godardová (FRA)   | 5:55,4  |
| 100 m znak          | Maria Braunová (NED)          | 1:22,8  | Joyce Cooperová (GBR)     | 1:23,6  | Phyllis Hardingová (GBR) | 1:24,8  |
| 200 m prsa          | Cecelia Wolstenholmeová (GBR) | 3:16,4  | Jeanette Kasteinová (NED) | 3:18,2  | Margery Hintonová (GBR)  | 3:20,4  |

### Štafety
| Muži                 | Zlato                                                                                             | Zlato  | Stříbro                                                                                             | Stříbro | Bronz                                                                                          | Bronz  |
| -------------------- | ------------------------------------------------------------------------------------------------- | ------ | --------------------------------------------------------------------------------------------------- | ------- | ---------------------------------------------------------------------------------------------- | ------ |
| 4×200 m volný způsob | Maďarské království (HUN) (András Wanié, László Szabados, András Székely, István Bárány)          | 9:34,0 | Německá říše (GER) (Karl Schubert, Raimond Deiters, Hans Balk, Herbert Heinrich)                    | 9:48,6  | Itálie (ITA) (Antonio Conelli, Sirio Banchelli, Ettore Baldo, Paolo Costoli)                   | 9:49,0 |
| Ženy                 | Zlato                                                                                             | Zlato  | Stříbro                                                                                             | Stříbro | Bronz                                                                                          | Bronz  |
| 4×100 m volný způsob | Nizozemsko (NED) (Geertruida Baumeisterová, Maria Vierdagová, Willy den Oudenová, Maria Braunová) | 4:55,0 | Spojené království (GBR) (Valerie Daviesová, Phyllis Hardingová, Jean McDowallová, Joyce Cooperová) | 5:00,8  | Maďarské království (HUN) (Margit Mallaszová, Ilona Tóthová, Margit Siposová, Magda Lenkeiová) | 5:02.2 |

## Medailová bilance
V plavání se rozdělilo celkem 11 sad medailí.
| Pořadí | Stát                      |       | Muži    | Muži  | Muži  |         | Ženy  | Ženy  | Ženy    |       | Muži + Ženy | Muži + Ženy | Muži + Ženy | Celkem |
| Pořadí | Stát                      | Zlato | Stříbro | Bronz | Zlato | Stříbro | Bronz | Zlato | Stříbro | Bronz |             |             |             | Celkem |
| ------ | ------------------------- | ----- | ------- | ----- | ----- | ------- | ----- | ----- | ------- | ----- | ----------- | ----------- | ----------- | ------ |
| 1.     | Maďarské království (HUN) |       | 4       | 2     | 1     |         | 0     | 0     | 1       |       | 4           | 2           | 2           | 8      |
| 2.     | Nizozemsko (NED)          |       | 0       | 0     | 0     |         | 3     | 2     | 0       |       | 3           | 2           | 0           | 5      |
| 3.     | Spojené království (GBR)  |       | 0       | 0     | 0     |         | 1     | 3     | 3       |       | 1           | 3           | 3           | 7      |
| 4.     | Německá říše (GER)        |       | 1       | 2     | 1     |         | 0     | 0     | 0       |       | 1           | 2           | 1           | 4      |
| 5.     | Francie (FRA)             |       | 0       | 1     | 0     |         | 1     | 0     | 1       |       | 1           | 1           | 1           | 3      |
| 6.     | Finsko (FIN)              |       | 1       | 0     | 0     |         | 0     | 0     | 0       |       | 1           | 0           | 0           | 1      |
| 7.     | Itálie (ITA)              |       | 0       | 1     | 3     |         | 0     | 0     | 0       |       | 0           | 1           | 3           | 4      |
| 8.     | Československo (TCH)      |       | 0       | 0     | 1     |         | 0     | 0     | 0       |       | 0           | 0           | 1           | 1      |
| Celkem | Celkem                    |       | 6       | 6     | 6     |         | 5     | 5     | 5       |       | 11          | 11          | 11          | 33     |